# Ада Кале
Ада Кале, Адакале или Ада-Кале (тур. ada — „острво” + kale — „град”) је некадашње острво и насеље на Дунаву у Текијско-оршавској долини, између горње клисуре Казана и низводне Сипске клисуре, код ушћа реке Черне на граници Србије према Румунији. Било је дуго 1.750 m. а широко 500 m. Острво је било познато по виновој лози званој адакалка. Ада Кале је потопљена 1971. године изградњом хидроелектране Ђердап I.

## Опис
Ада Кале била је преостала турска енклава до 1912. године. На острву дугом 1,75 km и широком 0,5 km налазили су се тврђава и мали град са џамијом, базаром, малом православном капелом, неколико кафетерија, гувернерском палатом и неколико завојитих уличица. Последњих 600 (према другим изворима 1.000) углавном турских становника живело је претежно од риболова и производње слаткиша и дуванских производа. Живи туризам развио се у 20. веку; Ада Кале је служила становницима околних региона као романтична дестинација, захваљујући ослобађању од пореза приликом куповине турских слаткиша, накита и дуванских производа. Ада Кале је такође била позната по узгоју ружа и производа добијених од њих (ружино уље и парфем).
Пре стварања Ђердапског језера главна историјска места на острву срушена су. Покушај да их поново изграде низводно на острву Шимијан у наредним годинама није завршен. Идеја о обнови острва Ада Кале још увек није напуштена, пројектом обнове главних споменика и грађевина на острву Шимијан.
Већина становника са острва Ада Кале одабрали су да се преселе у друге регионе Румуније, попут Доброге (Добруџе), или да емигрира у Турску.

## Историја
Аду Кале су још Римљани утврдили, и на темељима тих утврђења грађена су друга тако да је оно увек служило у војне сврхе, јер је онај ко је био његов господар господарио је пловидбом кроз Ђердап.
Аустријанци последњи обнављају древна утврђења најпре 1689. када цар Леополд I гради утврђење које назива Нова Оршава, јер се налазио 3 km низводно од румунског града Оршаве, а затим и знатно ојачање 1718—1738. када је утврђење имало 5 кула, од којих 4 угаоне а једну са шанчевима на најистакнутијем делу, брегу Алион. Године 1718. ту је био царски стан одакле је цар Јосиф I посматрао борбу са Турцима. Турци су острво населили после аустријске окупације 1718—1739; до његовог потапања ту је било турско насеље.
Ада Кале је често мењала господаре. Била је српско, турско, аустроугарско и на крају румунско острво. Тек 1878. године по Берлинском уговору Турска напушта Аду Кале. После Балканских ратова од 1913. је у поседу је Аустроугарске, а после Првог светског рата припало је Румунији.
На овом острву је у ноћи 5/6. августа 1804. српска потера предвођена Миленком Стојковићем ухватила и погубила четворицу београдских дахија – Аганлију, Кучук-Алију, Мулу Јусуфа и Фочић Мехмед-агу.
Мировни уговор с Османским царством потписан је 10. августа 1920. године, али није ефективно спроведен због почетка Грчко-турског рата. Касније, 20. новембра 1922. започиње Лозанска међународна конференција о Босфорском и Дарданеловом теснацу, у којој учествује и Румунија, а 24. јула 1923. потписан је Мировни уговор с Турском, којим Анкара признаје права Румуније на острву Ада-Кале.

## Галерија
- Базар Ада Кале, 1968.
- Ада Кале 1968. са минаретом.
- Ада Кале 1968. Можете видети пошту са банком и минарет у позадини.
- Ада Кале 1968.
- Разгледница из око 1900. године
- Тврђава Ада Калех (1912)
- Базар Ада Кале (1912)
- Ада Калех на мађарској мапи 1918.
- Остаци острва у августу 1970. године (поглед са југа)
- План острва Ада Кале, израђен у Оршави 1945.